# Cerâmica azul e branca
Cerâmica azul e branca (em chinês:青花; pinyin: qīng-huā; lit. 'Flores / padrões azuis') cobre uma ampla variedade de cerâmica e porcelana brancas, decoradas sob o esmalte com um pigmento azul, geralmente óxido de cobalto. A decoração é comumente aplicada à mão, originalmente por pintura a pincel, mais modernamente por estêncil ou por impressão por transferência, embora outros métodos de aplicação também tenham sido usados. O pigmento de cobalto é um dos poucos que pode suportar as mais altas temperaturas de queima exigidas, em particular para porcelana, o que em parte explica sua popularidade duradoura. Muitas outras cores exigiam uma decoração sobre o vidrado, mas depois é necessário uma segunda queima a uma temperatura mais baixa.
Acredita-se que a origem desse estilo decorativo tenha sido no Iraque, quando artesãos em Basra procuraram imitar o grés branco chinês importado, com sua própria cerâmica branca esmaltada, acrescentando motivos decorativos em esmalte azul. Foram encontrados pedaços azuis e brancos no atual Iraque que datam do século IX, correspondente ao Califado Abássida, décadas depois da abertura de uma rota marítima direta do Iraque para a China.
A partir do século XIII, desenhos pictóricos chineses, como de grous em voo, dragões e flores de lótus também começaram a aparecer nas produções cerâmicas do Oriente Próximo, especialmente na Síria e no Egito.
Mais tarde, na China, um estilo de decoração baseado em formas sinuosas de plantas distribuídas pelo objeto foi aperfeiçoado e usado em maior escala. A decoração em azul e branco foi amplamente utilizada na porcelana chinesa no século XIV, depois que o pigmento de cobalto para o azul começou a ser importado da Pérsia. Foi amplamente exportado e inspirou imitações na cerâmica islâmica e japonesa, e no século XVIII na cerâmica europeia, vitrificada a estanho], técnica conhecida como delftware [en]. A cerâmica azul e branca em todas essas tradições continua a ser produzida, a maioria copiando estilos anteriores

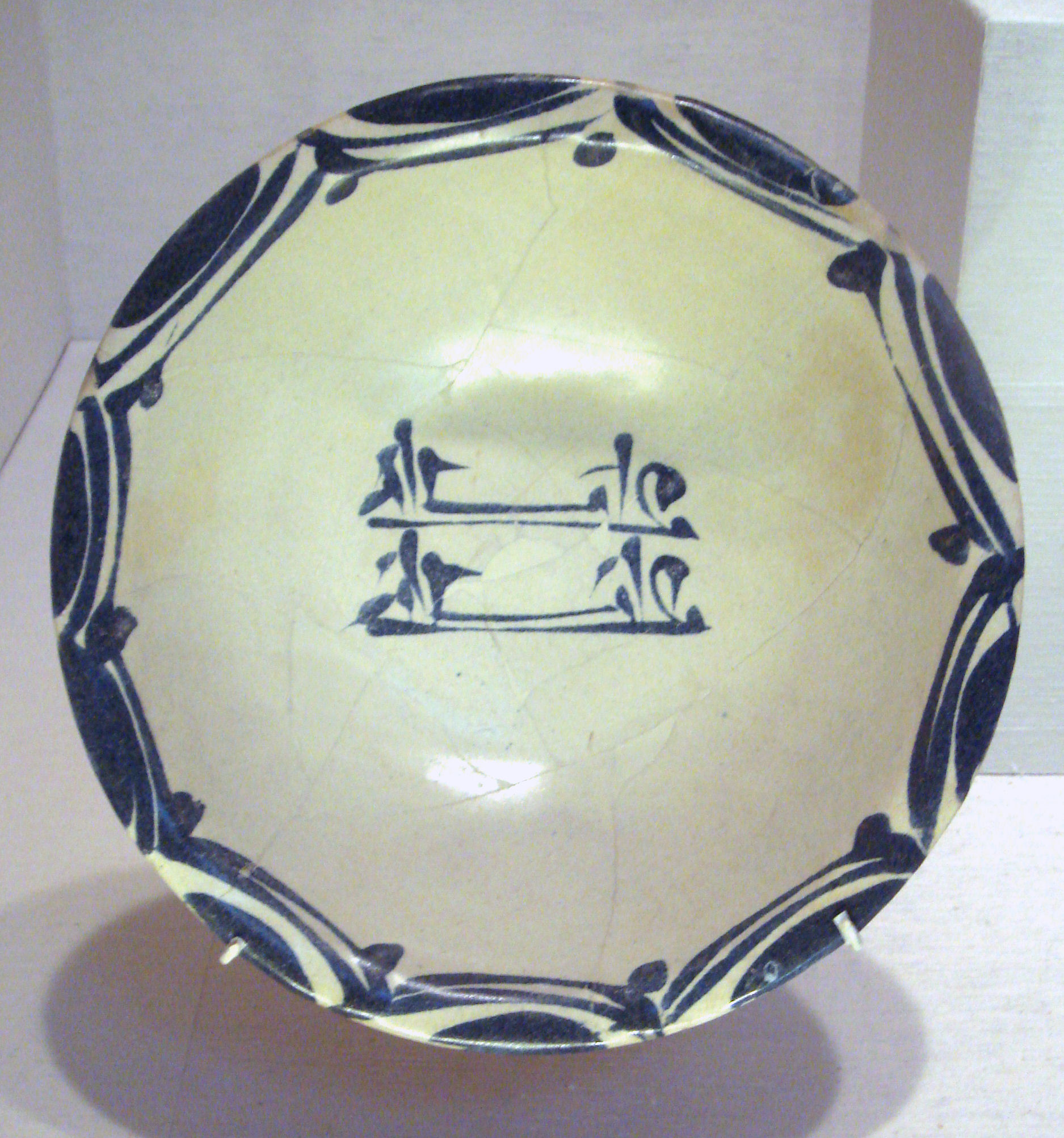
Vidrado islâmico, produzido no Iraque, no século IX. A inscrição em árabe significa "felicidade" (escrita duas vezes).

## Origem e desenvolvimento
As primeiras peças azuis e brancas chinesas foram produzidas já no século VII, na província de Henan, na China, durante a dinastia Tang, embora apenas fragmentos tenham sido descobertos. O azul e branco do período Tang é mais raro que o azul e branco da dinastia Sung e era desconhecido antes de 1985. As peças do período Tang não são de porcelana, mas sim de argila com uma camada branco-esverdeada, usando pigmentos azul cobalto.
Durante o período Tang houve um intenso comércio marítimo entre os chineses e os árabes. Por volta do ano 830, um veleiro árabe naufragou no Estreito de Gaspar, na Indonésia com 63 000 peças de ouro, prata e cerâmica da China. O acidente ficou conhecido como naufrágio do Belitung [en]. Em 1998 foram recuperadas peças do naufrágio, incluindo cerâmica azul e branca da dinastia Tang. Três pratos com desenhos de folhagens e flores foram os primeiros exemplos intactos conhecidos de louça azul e branca produzida na China. Decoradas com cobalto persa e produzidas nos fornos de Gongyi [en], foram recuperadas da popa da embarcação durante a primeira incursão de escavações.
Os esmaltes azuis foram desenvolvidos também na antiga Mesopotâmia para imitar o lápis-lazúli, que era uma pedra muito valorizada, no século IX. Mais tarde, um esmalte azul cobalto tornou-se popular na cerâmica islâmica no período do Califado Abássida, durante o qual o cobalto era extraído nas proximidades de Kashan, Omã e no norte de Hejaz.
O desenvolvimento da porcelana clássica azul e branca denominada porcelana de Jingdezhen [en] datava do início do período Ming, mas os pesquisadores acreditam que essas peças começaram a ser feitas por volta de 1300-1320 e foram totalmente desenvolvidas em meados do século XIV, conforme demonstrado pela coleção da Fundação Percival David de Arte Chinesa [en] datada de 1351, que são os pilares desta cronologia.

### Século XIV

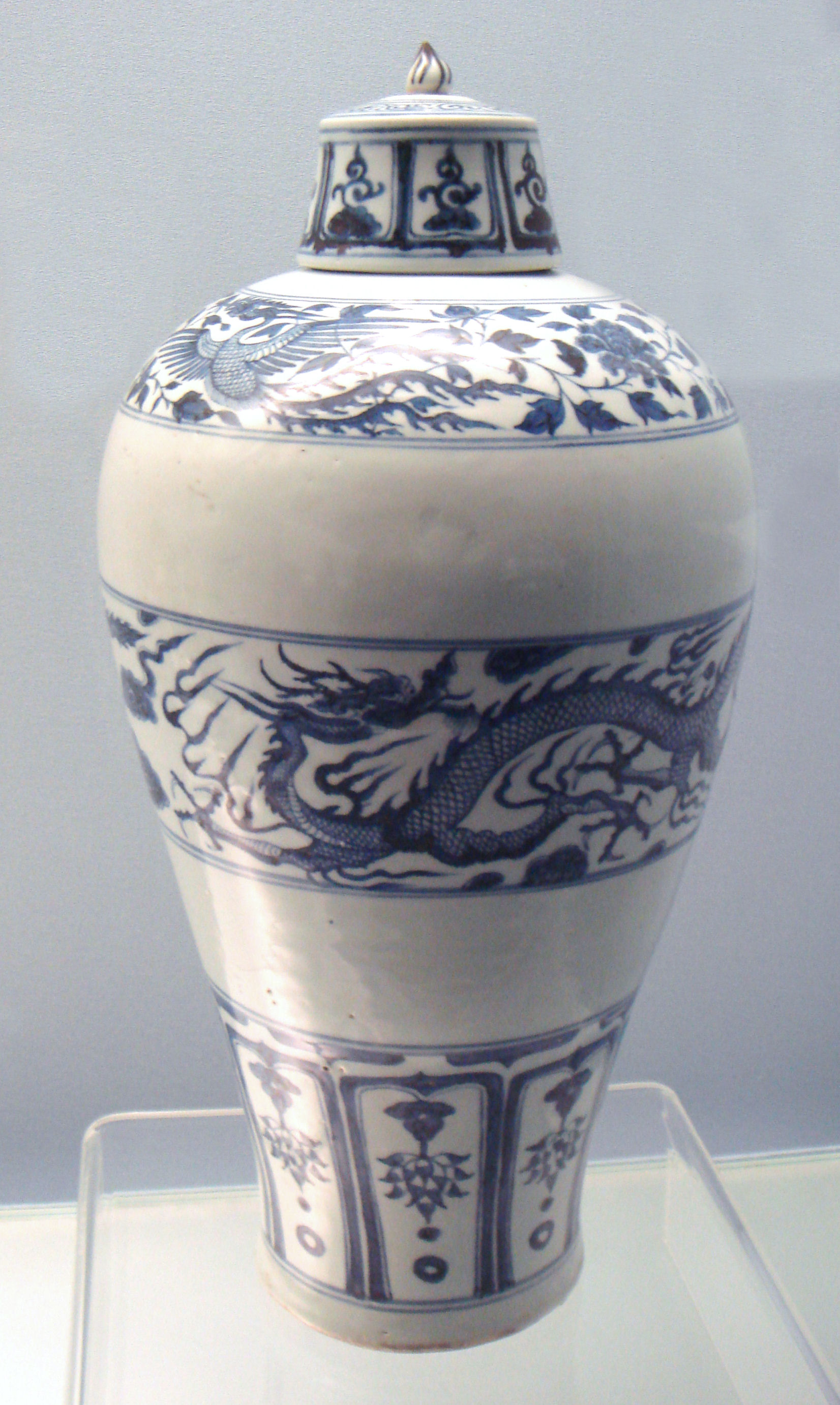
Vaso produzido entre 1271-1368, durante a dinastia Yuan, Jingdezhen, descoberto em escavações na província de Jiangxi.

O verdadeiro desenvolvimento da porcelana azul e branca na China começou na primeira metade do século XVII, quando substituiu progressivamente a tradição secular da porcelana branca azulada do sul, normalmente sem pintura, ou Qingbai, bem como a porcelana Ding, do norte. A melhor, que rapidamente se destacou como a principal produção era a porcelana  Jingdezhen, na província de Jiangxi. Já havia uma tradição considerável de cerâmica chinesa pintada, representada na época principalmente pela popular louça de grés Cizhou , mas não era usada pela corte. Pela primeira vez em séculos, o novo azul e branco agradou aos governantes mongóis da China.
A porcelana azul e branca chinesa tornou-se extremamente popular também no Oriente Médio a partir do século XIV, onde coexistiu com os tipos chinês e islâmico.
O Vietnam também começaram a produzir peças azuis e brancas com técnicas difundidas da dinastia Yuan e dos fabricantes árabes de cerâmica desde o século XIV. A aldeia Chu Đậu na província de Hải Dương foi o principal fabricante de cerâmica, atingindo um pico nos séculos XV e XVI e declinou no século XVII. Durante seu auge, as produções de Chu Đậu tiveram grandes presenças no Japão, Sudeste Asiático, Oeste Asiático e Europa Ocidental.
A porcelana chinesa dos séculos XIV ou XV foi transmitida ao Oriente Médio e ao Oriente Próximo, especialmente no período otomano, por meio de presentes ou saques de guerra. Os designs chineses foram extremamente influentes na produção cerâmica em Iznik, na Turquia. O desenho da "uva Ming" em particular era muito popular e foi amplamente reproduzido durante o Império Otomano.
A produção em massa de porcelana fina, translúcida, azul e branca, começou no início do século XIV, em Jingdezhen, às vezes chamada de capital da porcelana da China. Este desenvolvimento deveu-se à combinação de técnicas chinesas e comércio islâmico. A nova mercadoria foi possibilitada pela exportação de cobalto pela Pérsia (chamado huihui qing ("azul islâmico"), combinado com a qualidade branca translúcida da porcelana chinesa, derivada do caulim O azul cobalto era considerado uma mercadoria preciosa, com um valor cerca de duas vezes maior do que o ouro. Os motivos também se inspiraram nas decorações islâmicas. Uma grande parte dessas peças azuis e brancas foram então enviadas para os mercados do sudoeste asiático por meio de comerciantes muçulmanos estabelecidos em Guangzhou.
A porcelana chinesa azul e branca era cozida uma única vez. Depois da secagem do corpo da porcelana, decorado com pigmento azul-cobalto refinado, misturado com água, era aplicado com pincel um revestimento de esmalte transparente e em seguida a peça era cozida em alta temperatura. A partir do século XVI, as fontes locais de azul cobalto começaram a ser desenvolvidas, pois o cobalto persa continuava sendo o mais caro. A produção de porcelana azul e branca continuou em Jingdezhen até a atualidade, tendo atingido o auge de sua excelência técnica entre 1661 e 1722, durante o reinado do imperador Kangxi, da dinastia Qing.

### Século XV

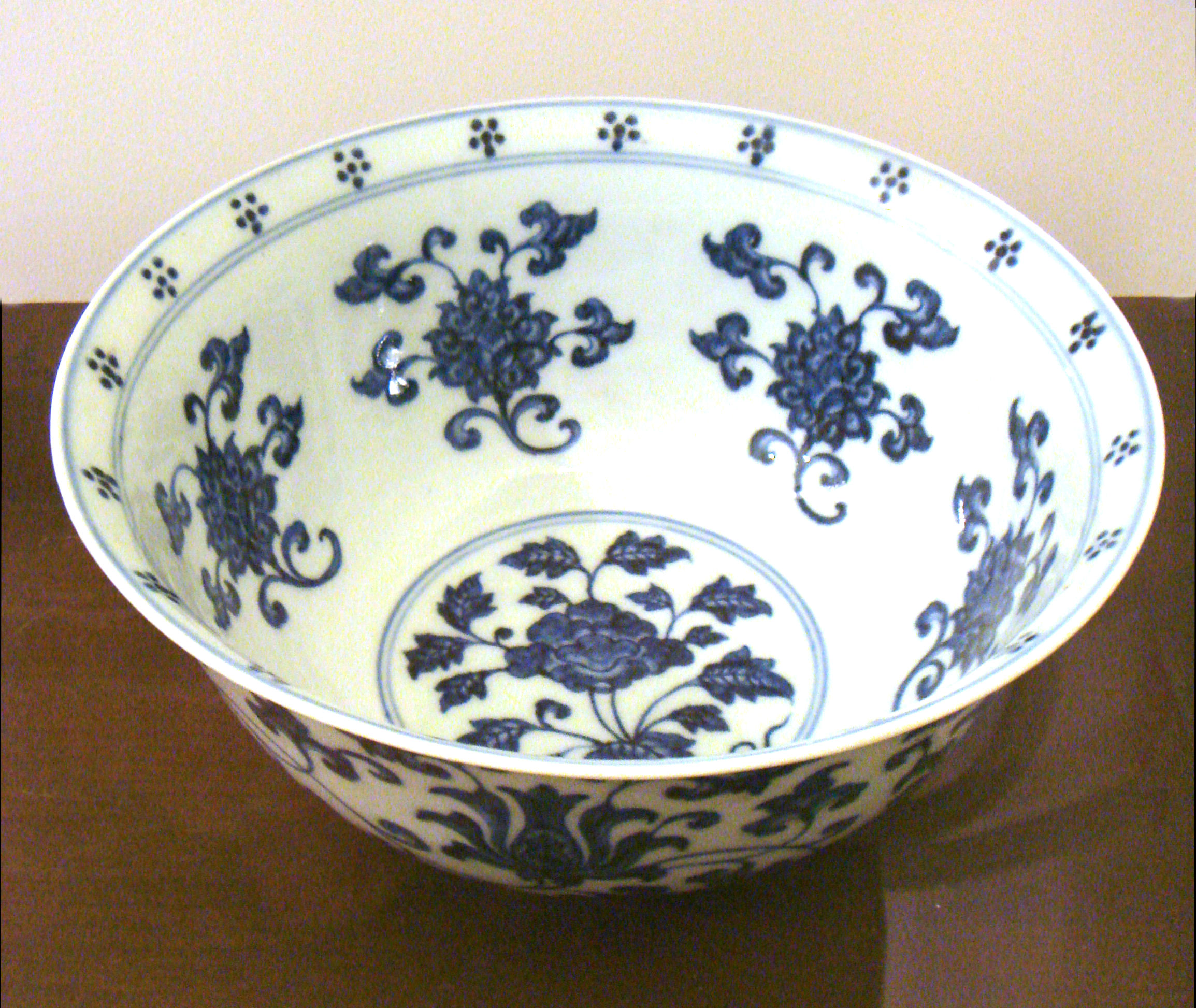
Recipiente produzido entre 1426–1435, dinastia Ming, imperador Xuande.

A partir da dinastia Ming em 1368, as louças azuis e brancas foram evitadas por um tempo pela Corte, especialmente durante os períodos dos imperadores Hongwu e Yongle, que achavam ser de inspiração "muito estrangeira". A porcelana azul e branca, entretanto, voltou à proeminência com o imperador Xuande [en] (1426-1435), e novamente se desenvolveu a partir dessa época. Naquele século, uma série de experimentos foram feitos combinando o azul com o vidrado e outras cores, ambos os esmaltes sob o vidrado e sobre o vidrado. Inicialmente, os vermelhos de cobre e ferro eram os mais comuns, mas eram de queima muito mais difícil do que o azul cobalto, e havia um índice muito alto de perdas durante a queima, em que por vezes um cinza opaco substituía o vermelho desejado. Essas experiências continuaram ao longo dos séculos seguintes, com as técnicas doucai [en] e wucai [en] combinando o azul sob o vidrado e outras cores sobre o vidrado.
No início do século XV, também a Coreia começou a produzir porcelanas azuis e brancas, com a decoração influenciada pelos estilos chineses. Mais tarde, também começou a produzir grés azul e branco. Os vasos, tipicamente com seus ombros largos, formas preferidas na Coreia, permitiam pinturas mais expansivas. Dragões e ramos floridos eram os temas mais comuns.

### Século XVI

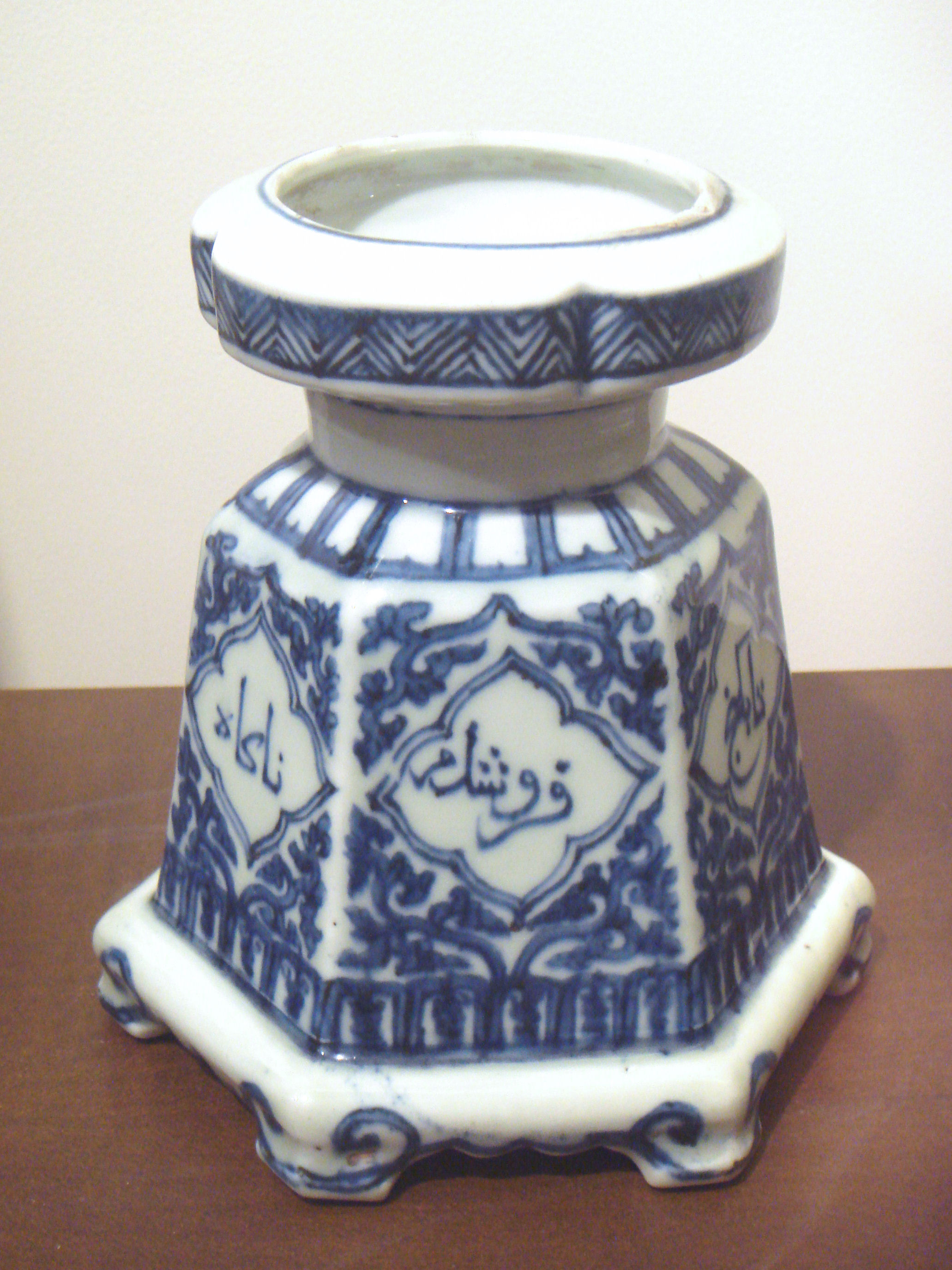
Jarro com inscrições em persa produzido entre 1506-1521, dinastia Ming, imperador Zhengde.

Algumas peças azuis e brancas do século XVI foram caracterizadas por influências islâmicas, como as da época do imperador Zhengde (1506-1521), que às vezes exibiam escrita persa e árabe, devido à influência de eunucos muçulmanos servindo em sua Corte.
No final do século, um grande comércio de porcelana de exportação da China para a Europa havia se desenvolvido, e o chamado estilo de porcelana kraak se desenvolveu. Para os padrões chineses, esse era um estilo de baixa qualidade, mas vistoso, geralmente em azul e branco, que se tornou muito popular na Europa e pode ser visto em muitas pinturas da Idade de Ouro holandesa no século seguinte.

### Século XVII
Os japoneses foram os primeiros admiradores da porcelana azul e branca chinesa e, apesar das dificuldades de obtenção do cobalto (que vinha do Irã via China), logo produziram suas próprias peças, geralmente em porcelana japonesa, que começaram a ser produzidas por volta de 1600. A técnica era chamada sometsuke (染 付). Grande parte dessa produção recebeu a denominação de porcelana Arita, mas alguns fornos, como da porcelana Hirado [en], de alta qualidade, se especializaram apenas naquela técnica. Uma grande proporção de mercadorias de cerca de 1660-1740 eram porcelanas japonesas de exportação, principalmente para a Europa. O forno mais exclusivo produzia a porcelana Nabeshima, para presentes em vez de comércio. Já outros fornos como da porcelana Hasami [en] e porcelana Tobe [en] produziam artigos mais populares.

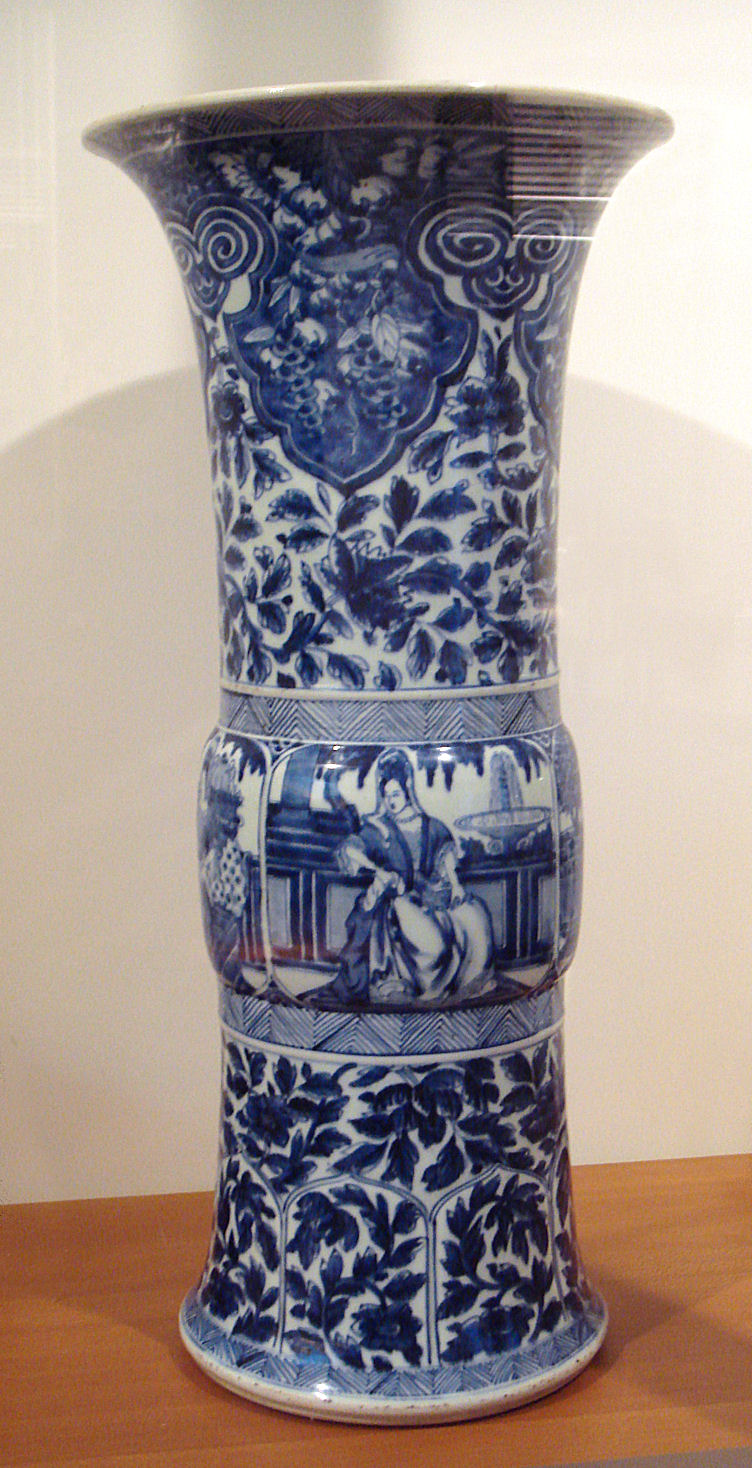
Vaso em porcelana chinesa para exportação, produzido entre 1690-1700, dinastia Qing, imperador Kangxi.

Durante o século XVII, inúmeras peças azuis e brancas de porcelana chinesa para exportação [en] foram produzidas para o mercado europeu. O estilo de porcelana de transição [en], principalmente em azul e branco, expandiu muito a gama de imagens usadas, apresentando cenas da literatura, e figuras e paisagens, muitas vezes vindas de pinturas chinesas e ilustrações de livros impressos em xilogravuras. Símbolos e cenas europeias coexistiram com cenas chinesas para esses objetos. Na década de 1640, rebeliões na China e guerras entre a dinastia Ming e os Manchus danificaram muitos fornos e por volta daquele ano, a porcelana delftware [en] holandesa tornou-se concorrente, usando estilos claramente imitativos da decoração do leste asiático. Entre 1656 e 1684, a nova dinastia Qing interrompeu o comércio, fechando seus portos. As exportações chinesas quase cessaram e outras fontes foram necessárias para atender à contínua demanda da Eurásia por porcelana azul e branca. No Japão, os refugiados oleiros chineses puderam introduzir técnicas refinadas de porcelana e esmaltes, como a porcelana Arita.
A partir de 1658, a Companhia Holandesa das Índias Orientais procurou o Japão em busca de porcelana azul e branca para vender na Europa. Inicialmente, a tecnologia japonesa ainda não podia fornecer com a qualidade desejada pelos holandeses, mas rapidamente aperfeiçoaram seus processos e expandiram sua capacidade. De 1659 a 1740, os fornos para porcelana Arita foram capazes de exportar enormes quantidades de porcelana para a Europa e a Ásia. Gradualmente, os fornos chineses foram se recuperando e, por volta de 1740, o primeiro período de exportação de porcelana japonesa havia praticamente terminado.

### Século XVIII
No século XVIII, a porcelana de exportação continuou a ser produzida para os mercados europeus, em parte como resultado do trabalho de François Xavier d'Entrecolles [en], um padre jesuíta francês, que trouxe a técnica chinesa de produção, com a ajuda de igreja católica na China. Este teria sido um dos primeiros exemplos de espionagem industrial [en], em que os detalhes da fabricação de porcelana chinesa foram transferidos para a Europa. As exportações chinesas de porcelana logo diminuíram consideravelmente, especialmente no final do reinado do Imperador Qianlong.
Embora a decoração policromada em esmaltes sobre vidrados estivesse agora aperfeiçoada, com uso de pigmento rosa e outras paletas, mercadorias azuis e brancas de alta qualidade para a Corte e os mercados domésticos de elite continuaram a ser produzidas em Jingdezh.

### A porcelana azul e branca na Europa

#### Influências iniciais
A porcelana azul e branca chinesa foi copiada na Europa a partir do século XVI, com a técnica de faiança azul e branca chamada alla porcelana. Logo depois, os primeiros experimentos para reproduzir o as peças chinesas foram feitos com porcelana Medici [en], na segunda metade do século. Esses primeiros trabalhos pareciam estar misturando influências islâmicas e chinesas.

## Imitações chinesas diretas
No início do século XVII, a porcelana chinesa azul e branca era exportada diretamente para a Europa. Nos séculos XVII e XVIII, era muito apreciada na Europa e na América e às vezes realçada por finas montagens de prata e ouro, fazendo parte de coleções de reis e príncipes. Na Alemanha, a produção começou em Meissen, em 1707. Os primeiros produtos foram inspirados nas porcelanas chinesas e outras porcelanas orientais. Um dos primeiros padrões foi a "cebola azul", ainda em produção em Meissen.
A primeira fase da porcelana francesa, assim como as primeiras porcelanas inglesas também foram influenciadas pelo design chinês. Quando a produção de porcelana começou em Worcester, quase quarenta anos depois de Meissen, as porcelanas orientais azuis e brancas inspiraram grande parte da decoração da época. As peças pintadas à mão e impressão por transferência eram feitas em Worcester e em outras fábricas inglesas em um estilo conhecido como chinoiserie. A porcelana de Chelsea [en], a porcelana Bow [en], em Londres e a porcelana Lowestoft [en] em East Anglia faziam uso especialmente intenso de azul e branco. Na década de 1770, o processo utilizado pela cerâmica Wedgwood [en] em grés usando óxido de cobalto, encontrou uma nova abordagem para a cerâmica azul e branca e continua popular.

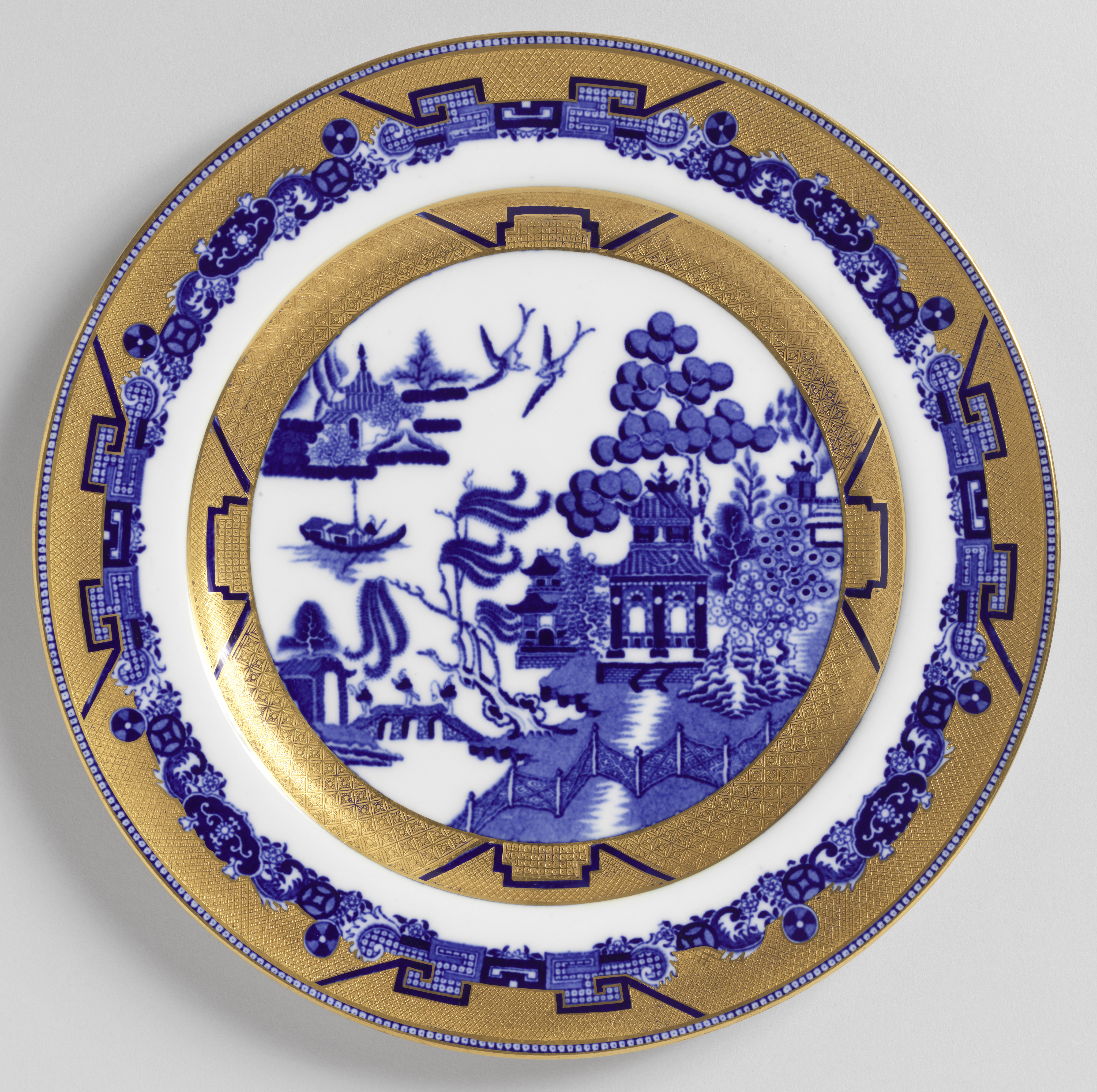
Prato com decoração produzida no padrão Willow, com impressão por transferência - Século XIX

Muitas outras fábricas europeias seguiram essa tendência. Em Delft, na Holanda, porcelanas azuis e brancas, com seu design de porcelana chinesa para exportação [en], feitas para o mercado holandês, foram feitas em grande número ao longo do século XVII. O delftware [en] azul e branco foi amplamente copiado por fábricas em outros países europeus, incluindo a Inglaterra, onde é conhecido como delftware inglês [en].
O padrão Willow, que utilizava a impressão por transferência, surgiu durante a década de 1780 na Inglaterra, criado por Thomas Minton [en] e outros ceramistas, que estavam produzindo cenas de paisagem em chinoiserie baseadas em originais de cerâmica chinesa. Foram incluídas cenas com salgueiros, barcos, pavilhões e pássaros que mais tarde foram incorporados ao padrão Willow. Muitas obras no padrão Willow foram realizadas a partir daquele ano. Em 1793, Thomas Minton fundou uma fábrica de cerâmica em Stoke-on-Trent, onde produziu muitas peças pintadas e impressas por transferência. A cerâmica expandiu-se e tornou-se depois a cerâmica Mintons [en].

## Galeria
|  |  |  |  |  |  |